# Buzz Cola
La Buzz Cola es un producto ficticio de la serie animada Los Simpson. Esta utiliza el lema "Más azúcar, más cafeína", parodiando a Jolt Cola. También usó el lema "un pequeño juerguista en cada botella". A su vez, esta bebida de cola busca parodiar a la bebida Pepsi ya que algunos de los comerciales de Buzz Cola son muy parecidos a los de Pepsi. Algunas parodias a la bebida Pepsi son: cuando Homer intenta sacar de una máquina de refrescos la "Crystal Buzz Cola" que tiene un nombre muy parecido al "Crystal Pepsi"; o cuando Maggie empieza a bailar por la "Buzz Cola" una canción de Britney Spears, muy parecido a un comercial de Pepsi. También hay otro producto de Buzz Cola llamado "Buzz Cola with Lemon" que tiene como eslogan "damn, that's a lemony cola" que puede parodiar a la Pepsi con Limón vendida en Estados Unidos y en Latinoamérica. 
En un episodio la misma bebida fue mezclada por Lisa y llegó a crear vida. En el juego The Simpsons Hit & Run demuestra que esta bebida de cola es malvada después de usarse una nueva fórmula para fabricarla y que los extraterrestres la utilizaran para volver zombis a los humanos. También se ve en el juego que el que hace publicidad para la Buzz Cola es Krusty, el payaso.
Además esta bebida fue vendida a Coca Cola en julio de 2007 como parte de la promoción para la película The Simpsons Movie.
- Datos: Q10750084